# (400049) 2006 RG120
(400049) 2006 RG120 es un asteroide perteneciente al cinturón de asteroides, descubierto el 12 de septiembre de 2006 por Andrew Lowe desde el iTelescope Observatory (Mayhill), Mayhill (Nuevo México), Estados Unidos.

## Designación y nombre
Designado provisionalmente como 2006 RG120.

## Características orbitales
2006 RG120 está situado a una distancia media del Sol de 2,570 ua, pudiendo alejarse hasta 2,978 ua y acercarse hasta 2,163 ua. Su excentricidad es 0,158 y la inclinación orbital 14,02 grados. Emplea 1505,63 días en completar una órbita alrededor del Sol.

## Características físicas
La magnitud absoluta de 2006 RG120 es 16,9.